# Dienstgrade des Deutschen Heeres (Deutsches Kaiserreich)
Das deutsche Kaiserreich verfügte über kein einheitliches Landheer. Vielmehr existierten die Armeen der vier größten Bundesstaaten (Preußen, Bayern, Sachsen und Württemberg) fort. Ausrüstung und Heeresorganisation orientierten sich jedoch am Beispiel Preußens bis auf gewisse Abweichungen bei Abzeichen und Ausrüstung, in den bayerischen Einheiten auch bei der Tuchfarbe. Die Heereskontingente der kleineren Fürstentümer und der Hansestädte waren ohnehin schon vor 1870, diejenigen Badens und Hessens im Zuge der Reichsgründung 1871 in die preußische Armee eingegliedert worden. Diese Truppen trugen preußische Uniformen und führten an Helm und Mütze neben der Reichskokarde (schwarz-weiß-rot) die eigene Landeskokarde als einziges Unterscheidungsmerkmal.
Die oberste Kommandogewalt lag beim Kaiser, der in Realunion auch König von Preußen war. Das bayerische Heer trat allerdings erst im Kriegsfall unter kaiserlichen Oberbefehl.
Nach der Gründung des Kaiserreichs folgten die Dienstgradbenennungen der anderen Kontingente allmählich dem hier aufgeführten preußischen Beispiel.

## Mannschaften und Unteroffiziere

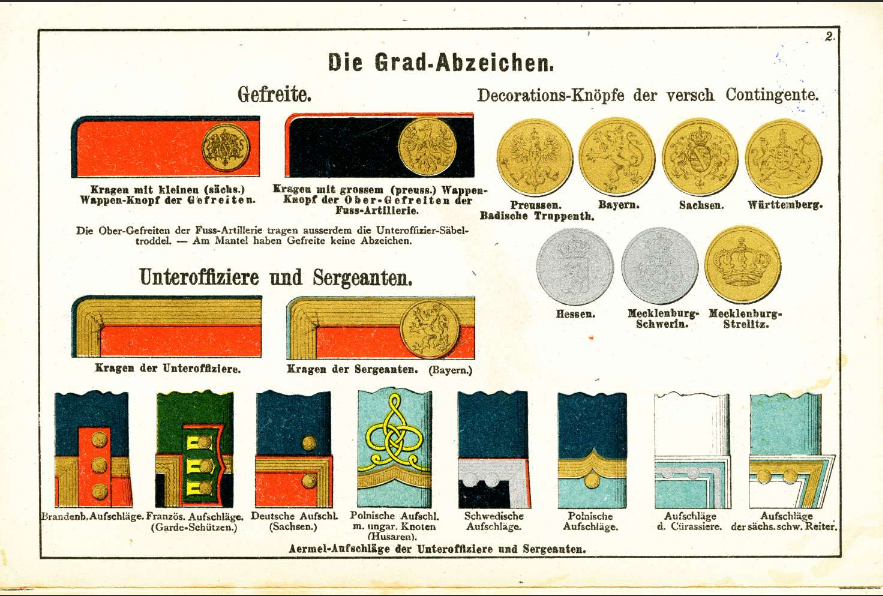
Grad-Abzeichen:
Gefreiter, Obergefreiter und Unteroffizier, Sergeant.

Gemeinsame Rangtabelle
| Ranggruppe            | Unteroffizier mit Portepee | Unteroffizier mit Portepee | Unteroffizier ohne Portepee | Unteroffizier ohne Portepee | Unteroffizier ohne Portepee | Mannschaften                     | Mannschaften | Mannschaften     |
| --------------------- | -------------------------- | -------------------------- | --------------------------- | --------------------------- | --------------------------- | -------------------------------- | ------------ | ---------------- |
| Ranginsignien         |                            |                            |                             |                             |                             | Kragenknopf groß (wie Feldwebel) |              | Ohne Kragenknopf |
| Rangbezeichnung       | etatmäßiger Feldwebel      | Vizefeldwebel              | Sergeant                    | Unteroffizier               | Oberjäger Jägertruppe       | Obergefreiter                    | Gefreiter    | Gemeiner         |
| Kavallerie/ Artillery | Wachtmeister               | Vizewachtmeister           | Sergeant                    | Unteroffizier               | Oberjäger Jägertruppe       | Obergefreiter                    | Gefreiter    | Gemeiner         |

### Mannschaften
- Gemeine trugen keine besonderen Dienstgradabzeichen. Die Dienstgrade waren für die Gemeinen der einzelnen Regimenter wie folgt:
  - Infanterie-Regimenter usw. (je nach Regimentsbezeichnung, die Bewaffnung unterschied sich nicht): Grenadier, Musketier, Füsilier, Infanterist (Bayern), Soldat (Sachsen), Schütze (Kgl. Sächs. Schützen-Regiment Nr. 108). Soldaten des Gardekorps hatten den Dienstgrad Garde-Grenadier oder Garde-Füsilier.
  - Jägerbataillone: Jäger, Soldaten des Gardekorps hatten den Dienstgrad Garde-Jäger.
  - Kavallerie-Regimenter (je nach Regimentsbezeichnung, die Bewaffnung unterschied sich nicht): Dragoner, Husar, Kürassier, Ulan, Reiter (Bayern), Chevauleger (Bayern), Karabinier (Kgl. Sächs. Karabinier-Regiment). Soldaten des Gardekorps hatten den Dienstgrad Gardist du Corps (Regiment der Garde du Corps), Garde-Kürassier, Garde-Dragoner, Gardist (Kgl. Sächs. Garde-Reiter-Regiment).
  - Sonstige Regimenter bzw. selbstständige Bataillone: Kanonier, Pionier, Fahrer, Telegraphist.
- Gefreite trugen seit 1853 auf beiden Kragenseiten einen Wappenknopf, der dem der Sergeanten ähnelte, aber kleiner war.
- Obergefreite, die es nur bei der Fußartillerie gab, trugen den Sergeantenknopf und die Unteroffiziertroddel bzw. den -faustriemen am Seitengewehr (Bajonett oder Reitersäbel).

Zusätzliche Abzeichen:
- Einjährig-Freiwillige trugen eine gedrehte Wollschnur in den Landesfarben entlang des Rands der Schulterklappen.
- Kapitulanten trugen eine schmale Wollborte in den Landesfarben quer über den unteren Rand der Schulterklappen, eine Bajonetttroddel oder einen Säbelfaustriemen in den Landesfarben (ähnlich dem Unteroffiziersabzeichen).

AnmerkungEinjährig-Freiwillige und Kapitulanten waren keine Dienstgrade, sondern freiwillig dienende Militärpflichtige. Die besonderen Abzeichen wurden im Falle eventueller Beförderungen nicht abgelegt.

### Unteroffiziere ohne Portepee
- Unteroffiziere und Oberjäger (Jägertruppe) trugen eine Tresse aus silber- oder goldfarbenem Metallgespinst um den Kragenrand und die Ärmelaufschläge. Am Seitengewehr die Bajonetttroddel oder der Reitersäbel-Faustriemen in den Landesfarben (bspw. schwarz-weiß für Preußen, weiß-blau für Bayern). Helm und schirmlose Mütze („Krätzchen“) wie die Mannschaften, seit 1875 aber Erlaubnis zur privaten Anschaffung der Mütze mit schwarzem Lederschirm.
- Sergeanten trugen die Abzeichen der Unteroffiziere und zusätzlich den Feldwebelknopf (große Ausführung) mit aufgeprägtem Landeswappen (z. B. dem preußischen Adler oder dem bayerischen Löwen).
- Fähnriche, (seit 1. Januar 1899, vorher: Portepee-Fähnriche) trugen die Abzeichen der Unteroffiziere, am Seitengewehr aber, statt der Unteroffizierstroddel, das silberne Offiziersportepee sowie die Offizierskokarde an der Kopfbedeckung.

AnmerkungDer (Portepee-)Fähnrich war Anwärter zum Berufsoffizier (Avantageur, seit 1. Januar 1899: Fahnenjunker). Vor der Beförderung zum (Portepee-)Fähnrich trug der Avantageur/Fahnenjunker die Mannschaftsuniform. Nach bestandener Fähnrichsprüfung und mindestens sechs Dienstmonaten erfolgte die Beförderung des Avantageurs/Fahnenjunkers zum (Portepee-)Fähnrich. Nun legte er die Unteroffiziersuniform an, mit den oben genannten zusätzlichen Abzeichen.

### Unteroffiziere mit Portepee

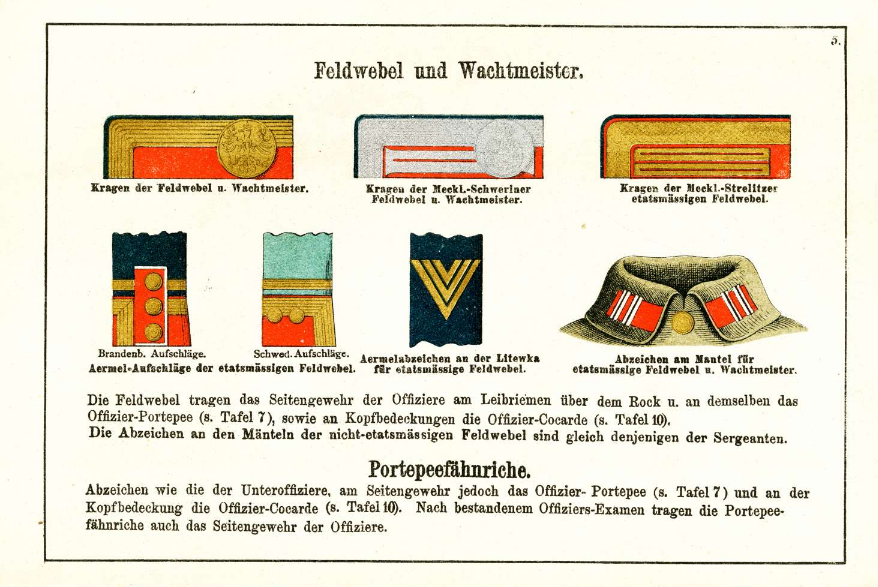
Rangabzeichen: Feldwebel, Wachtmeister und Portepeefähnrich

- Vizefeldwebel und Vizewachtmeister trugen die Abzeichen der Sergeanten und zusätzlich die Offiziersseitenwaffe mit Portepee am Mannschaftskoppel, die Offiziersknöpfe sowie die Offizierskokarde an der Kopfbedeckung. Die Mütze mit schwarzem Lederschirm.
- Fähnriche mit Offiziersexamen (ugs. „Degen-Fähnriche“) trugen die Abzeichen der Vizefeldwebel, jedoch der Kragen ohne Tressen und Sergeantenknopf. Außerdem die Offiziersseitenwaffe (bei Kürassieren jedoch weiterhin Pallasch statt des speziellen Stichdegens der Kürassieroffiziere). Erlaubt war nun auch der Offiziersüberrock, jedoch mit Mannschaftsschulterklappen; bei Fußtruppen die Blankwaffe durch den linken Rockschoß des Überrocks gesteckt, bei berittenen Truppen untergeschnallt. An der Kopfbedeckung die Offizierskokarden.
- Etatmäßiger Feldwebel (Infanterietruppe, in der Ansprache kurz = Feldwebel) und etatmäßiger Wachtmeister (Kavallerie und Artillerie, in der Ansprache kurz = Wachtmeister) trugen die Abzeichen und Bekleidung der Vizefeldwebel, jedoch zusätzlich eine schmale Tresse (auch Ärmelstreifen) aus Metallgespinst über den Ärmelaufschlägen.
  - Seit 1889 führten die Kompaniefeldwebel (umgangssprachlich: „Spieß“, später in Reichswehr, Wehrmacht und NVA Hauptfeldwebel) eine zweite, schmale Tresse über den Ärmelaufschlägen, wofür in der Reichswehr der Ausdruck „Kolbenringe“ aufkam, der auch in Wehrmacht und NVA erhalten blieb.
- Offizierstellvertreter trugen die Abzeichen der Vizefeldwebel. Die Schulterklappen waren seitlich und oben mit Metalltresse besetzt. Dazu die Offizierskopfbedeckung.

Anmerkung

Winkeltressen an der Litewka

Ab 1893 kam bei der neu eingeführten Litewka, ab 1915 auch Feldbluse M15, der Gebrauch von Winkeltressen in Gebrauch. Statt der üblichen Dienstgradabzeichen wurden auf dem linken Oberarm die nach oben offenen Winkel von Gefreiten und Unteroffiziersdienstgraden wie folgt getragen:
- Gefreiter: ein Tuchwinkel
- Unteroffizier: ein Metalltressenwinkel
- Sergeant: zwei Winkeltressen, wobei die äußere ein Metalltressenwinkel, die innere ein Tuchwinkel war
- Vizefeldwebel: zwei Metallwinkeltressen
- Feldwebel: drei Metallwinkeltressen

Schutztruppen, deutsche Kolonien
Winkeltressen wurden auch von den Schutztruppen in den deutschen Kolonien angelegt, allerdings in leichter Abwandlung zur Tragweise in Deutschland. Auf dem linken Oberarm wurden die nach oben offenen Winkel wie folgt getragen:
- Gefreiter: kein Winkel
- Unteroffizier: ein Metalltressenwinkel
- Sergeant: zwei Metallwinkeltressen
- Vizefeldwebel: drei Metallwinkeltressen
- Feldwebel: vier Metallwinkeltressen

## Offizierskorps

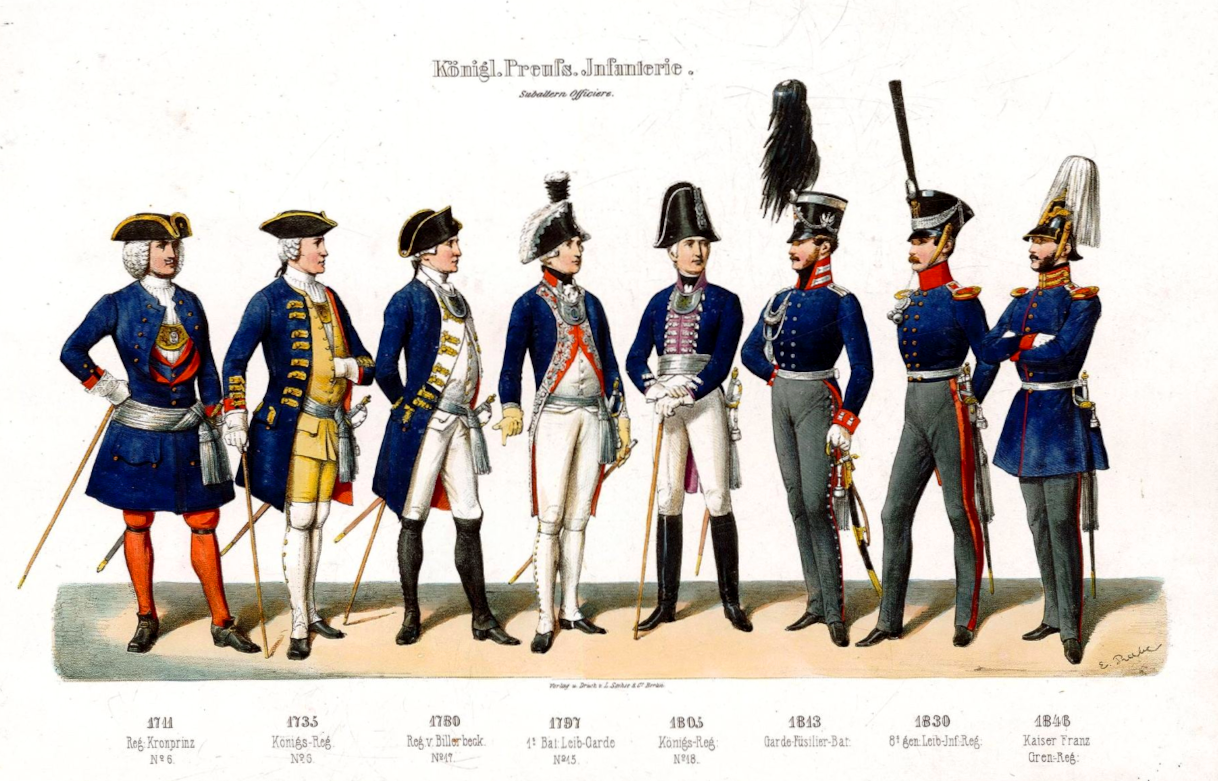
Preußische Subalternoffiziere von 1711 bis 1846

Kritiker gingen lange davon aus, dass das Offizierscorps des kaiserlichen Heeres – Deutschland deutlich von Aristokratie und preußischem  Junkertum dominiert wurde. So dass Offizieren bürgerlicher Herkunft nur eher weniger prestigeträchtige Verwendungen oder Laufbahnen vorbehalten blieben, wie beispielsweise Artillerie, Versorgung oder Nachschub. Ab den 1890er Jahren jedoch, war der Aufstieg zu Spitzenpositionen für hochtalentierten bürgerlicher Herkunft offen.
Die Offiziere hatten je nach Anzug verschiedene Schulterabzeichen. Es wurden Epauletten und Achselstücke (heute: Schulterstücke) unterschieden.

### Subalternoffiziere
- Feldwebelleutnante trugen die Abzeichen der Vizefeldwebel und zusätzlich die Achselstücke der Leutnante.
- Leutnante (seit 1. Januar 1899, vorher: Second-Lieutenant bzw. später Sekondeleutnant) trugen Achselstücke aus acht nebeneinanderliegenden silbernen Plattschnüren oder Epauletten ohne Fransen und Stern.
- Oberleutnante (vorher: Premier-Lieutenant bzw. später Premierleutnant) trugen die Abzeichen der Leutnante und zusätzlich einen quadratischen, auf die Spitze gestellten goldenen Stern.

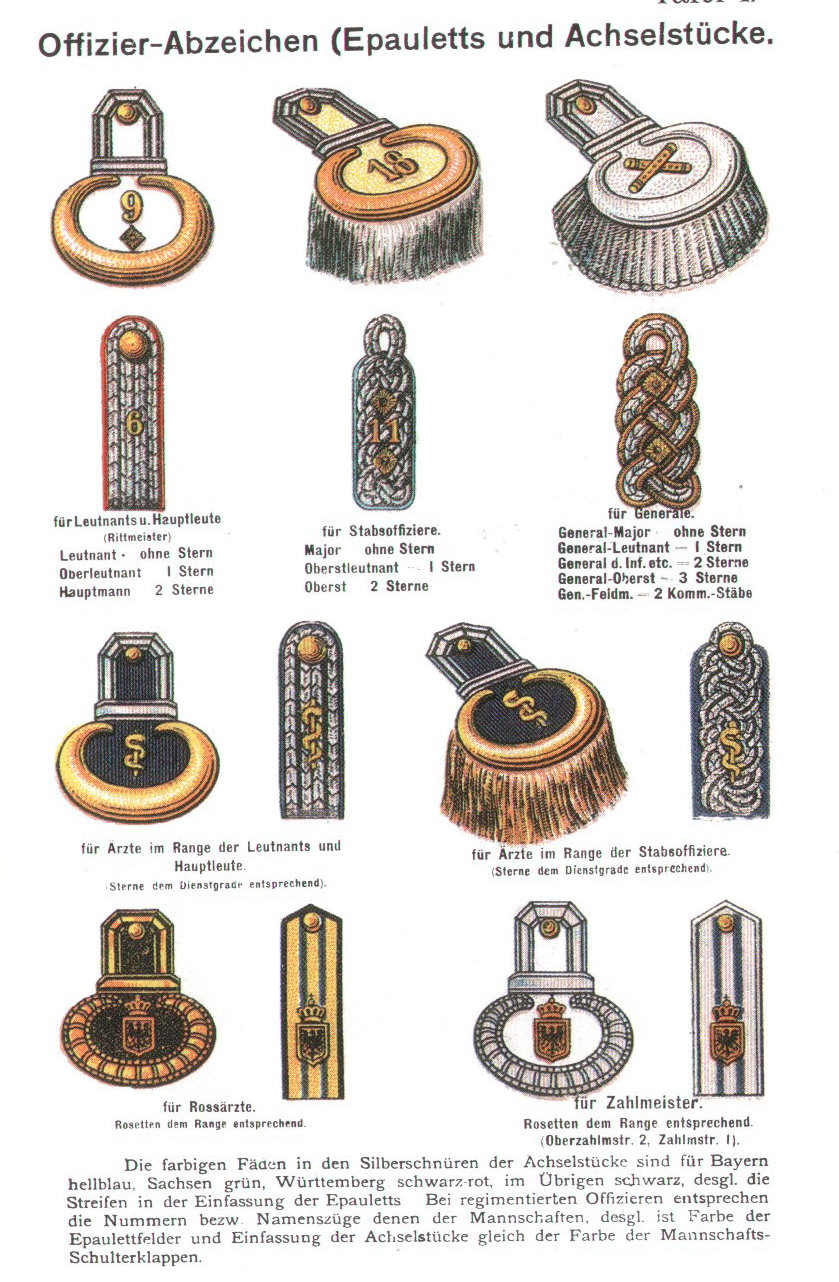
Epauletten und Achselstücke der Offiziere

### Hauptleute und Rittmeister
- Hauptleute und (bei der Kavallerie und sonstigen berittenen Einheiten, z. B. Train) Rittmeister trugen die Abzeichen der Leutnante, aber mit zwei goldenen Sternen.

### Stabsoffiziere
Die Epauletten der Stabsoffiziere hatten am Rand schmale Fransen, die Schnüre der Achselstücke lagen nicht nebeneinander, sondern waren aus silbernen Plattschnüren geflochten.
- Major: ohne Stern.
- Oberstleutnant: ein goldener Stern.
- Oberst/Marschall: zwei goldene Sterne.

## Generale
Die Epauletten der Generale hatten breite Fransen (sogenannte Kantillen), die Schulterstücke waren aus goldenen und silbernen Plattschüren geflochten.
Rangbeschreibung
- Generalmajor: ohne Stern.
- Generalleutnant: ein Stern.
- General (mit dem Zusatz der Waffengattung), beispielsweise „… der Infanterie“, „… Kavallerie“ oder „… Artillerie“: zwei Sterne;
  - als charakterisierter Generalfeldmarschall, oder im Rang als Generalfeldmarschall zusätzlich zwei gekreuzte  Marschallstäbe.
- Generaloberst: wie Generalmajor, aber drei zu einer Dreieckspyramide angeordnete Sterne;
  - als charakterisierter Generalfeldmarschall, oder  im Rang als Generalfeldmarschall zusätzlich zwei gekreuzte Marschallstäbe.
- Generaloberst im Rang des Generalfeldmarschall: vier Sterne (im Viereck angeordnet).
- Generalfeldmarschall: zwei gekreuzte Marschallstäbe.

Anmerkung
Der Dienstgrad Generaloberst im Rang des Generalfeldmarschall (zuweilen auch: … im Rang eines Generalfeldmarschall) wurde zum 23. Januar 1911 eingeführt und war ein persönlicher Ehrentitel. Ihm entsprach der bis dahin verliehene Ehrendienstgrad charakterisierter Generalfeldmarschall.
| Ränge und Rangabzeichen, kaiserliches Heer – Deutschland bis 1918 | Ränge und Rangabzeichen, kaiserliches Heer – Deutschland bis 1918 | Ränge und Rangabzeichen, kaiserliches Heer – Deutschland bis 1918 | Ränge und Rangabzeichen, kaiserliches Heer – Deutschland bis 1918 | Ränge und Rangabzeichen, kaiserliches Heer – Deutschland bis 1918 | Ränge und Rangabzeichen, kaiserliches Heer – Deutschland bis 1918 | Ränge und Rangabzeichen, kaiserliches Heer – Deutschland bis 1918 | Ränge und Rangabzeichen, kaiserliches Heer – Deutschland bis 1918 | Ränge und Rangabzeichen, kaiserliches Heer – Deutschland bis 1918 | Ränge und Rangabzeichen, kaiserliches Heer – Deutschland bis 1918 | Ränge und Rangabzeichen, kaiserliches Heer – Deutschland bis 1918 | Ränge und Rangabzeichen, kaiserliches Heer – Deutschland bis 1918 | Ränge und Rangabzeichen, kaiserliches Heer – Deutschland bis 1918 | Ränge und Rangabzeichen, kaiserliches Heer – Deutschland bis 1918 | Ränge und Rangabzeichen, kaiserliches Heer – Deutschland bis 1918 | Ränge und Rangabzeichen, kaiserliches Heer – Deutschland bis 1918 | Ränge und Rangabzeichen, kaiserliches Heer – Deutschland bis 1918 | Ränge und Rangabzeichen, kaiserliches Heer – Deutschland bis 1918 | Ränge und Rangabzeichen, kaiserliches Heer – Deutschland bis 1918 | Ränge und Rangabzeichen, kaiserliches Heer – Deutschland bis 1918 | Ränge und Rangabzeichen, kaiserliches Heer – Deutschland bis 1918 | Ränge und Rangabzeichen, kaiserliches Heer – Deutschland bis 1918 | Ränge und Rangabzeichen, kaiserliches Heer – Deutschland bis 1918 | Ränge und Rangabzeichen, kaiserliches Heer – Deutschland bis 1918 |          |
| Bezeichnung                                                       | Generale                                                          | Generale                                                          | Generale                                                          | Generale                                                          | Generale                                                          | Generale                                                          | Generale                                                          | Generale                                                          | Generale                                                          | Generale                                                          | Stabsoffiziere                                                    | Stabsoffiziere                                                    | Stabsoffiziere                                                    | Stabsoffiziere                                                    | Stabsoffiziere                                                    | Stabsoffiziere                                                    | Subalternoffiziere                                                | Subalternoffiziere                                                | Subalternoffiziere                                                | Subalternoffiziere                                                | Subalternoffiziere                                                | Subalternoffiziere                                                |                                                                   |          |
| ----------------------------------------------------------------- | ----------------------------------------------------------------- | ----------------------------------------------------------------- | ----------------------------------------------------------------- | ----------------------------------------------------------------- | ----------------------------------------------------------------- | ----------------------------------------------------------------- | ----------------------------------------------------------------- | ----------------------------------------------------------------- | ----------------------------------------------------------------- | ----------------------------------------------------------------- | ----------------------------------------------------------------- | ----------------------------------------------------------------- | ----------------------------------------------------------------- | ----------------------------------------------------------------- | ----------------------------------------------------------------- | ----------------------------------------------------------------- | ----------------------------------------------------------------- | ----------------------------------------------------------------- | ----------------------------------------------------------------- | ----------------------------------------------------------------- | ----------------------------------------------------------------- | ----------------------------------------------------------------- | ----------------------------------------------------------------- | -------- |
| Epaulette (Galle- oder Paradeuniform)                             |                                                                   |                                                                   |                                                                   |                                                                   |                                                                   |                                                                   |                                                                   |                                                                   |                                                                   |                                                                   |                                                                   |                                                                   |                                                                   |                                                                   |                                                                   |                                                                   |                                                                   |                                                                   |                                                                   |                                                                   |                                                                   |                                                                   |                                                                   |          |
| Schulterstück (Waffenrock)                                        |                                                                   |                                                                   |                                                                   |                                                                   |                                                                   |                                                                   |                                                                   |                                                                   |                                                                   |                                                                   |                                                                   |                                                                   |                                                                   |                                                                   |                                                                   |                                                                   |                                                                   |                                                                   |                                                                   |                                                                   |                                                                   |                                                                   |                                                                   |          |
| Rang                                                              | Generalfeldmarschall                                              | Generaloberst (mit dem Rang als Generalfeldmarschall)             | Generaloberst                                                     | Generaloberst                                                     | General (der Waffengattung)                                       | General (der Waffengattung)                                       | Generalleutnant                                                   | Generalleutnant                                                   | Generalmajor                                                      | Generalmajor                                                      | Oberst                                                            | Oberst                                                            | Oberstleutnant                                                    | Oberstleutnant                                                    | Major                                                             | Major                                                             | Hauptmann/ Rittmeister                                            | Hauptmann/ Rittmeister                                            | Oberleutnant                                                      | Oberleutnant                                                      | Oberleutnant                                                      | Leutnant                                                          | Leutnant                                                          | Leutnant |